# 格布雷克峰
72°11′S 0°15′W / 72.183°S 0.250°W
格布雷克峰（德語：Gburekspitzen），是南極洲的山峰，位於毛德皇后地的瑪塔公主海岸，屬於斯維爾德魯普山脈的一部分，由德國的探險隊發現，現時由南極條約體系管理。